# Пета гора
Пета гора (порт. O monte cinco) је роман бразилског писца Паула Коеља, објављен 1996. године.
Ово је прича о човеку сукобљеном с моћним силама свога времена. У IX веку пре Христа, Бог наређује пророку Илији да напусти Израиљ. Пут га води у Сарепту, мали град у Либану, у тренутку када његовим становницима прети најеза Асираца.
Млади пророк бива захваћен вихором историјских догађаја који га на крају наводе да се конфронтира и са самим Богом.
У којој мери можемо управљати својом судбином и шта да чинимо када неминовност искрсне на нашем путу? Одговор на ово питање, инспирисан библијским легендама, средишња је тема романа Пета гора.